# Alue Ie Tarek
Alue Ie Tarek is een bestuurslaag in het regentschap Aceh Utara van de provincie Atjeh, Indonesië. Alue Ie Tarek telt 315 inwoners (volkstelling 2010).